# Cavia magna
Cavia magna là một loài động vật có vú trong họ Caviidae, bộ Gặm nhấm. Loài này được Ximinez mô tả năm 1980.

## Hình ảnh

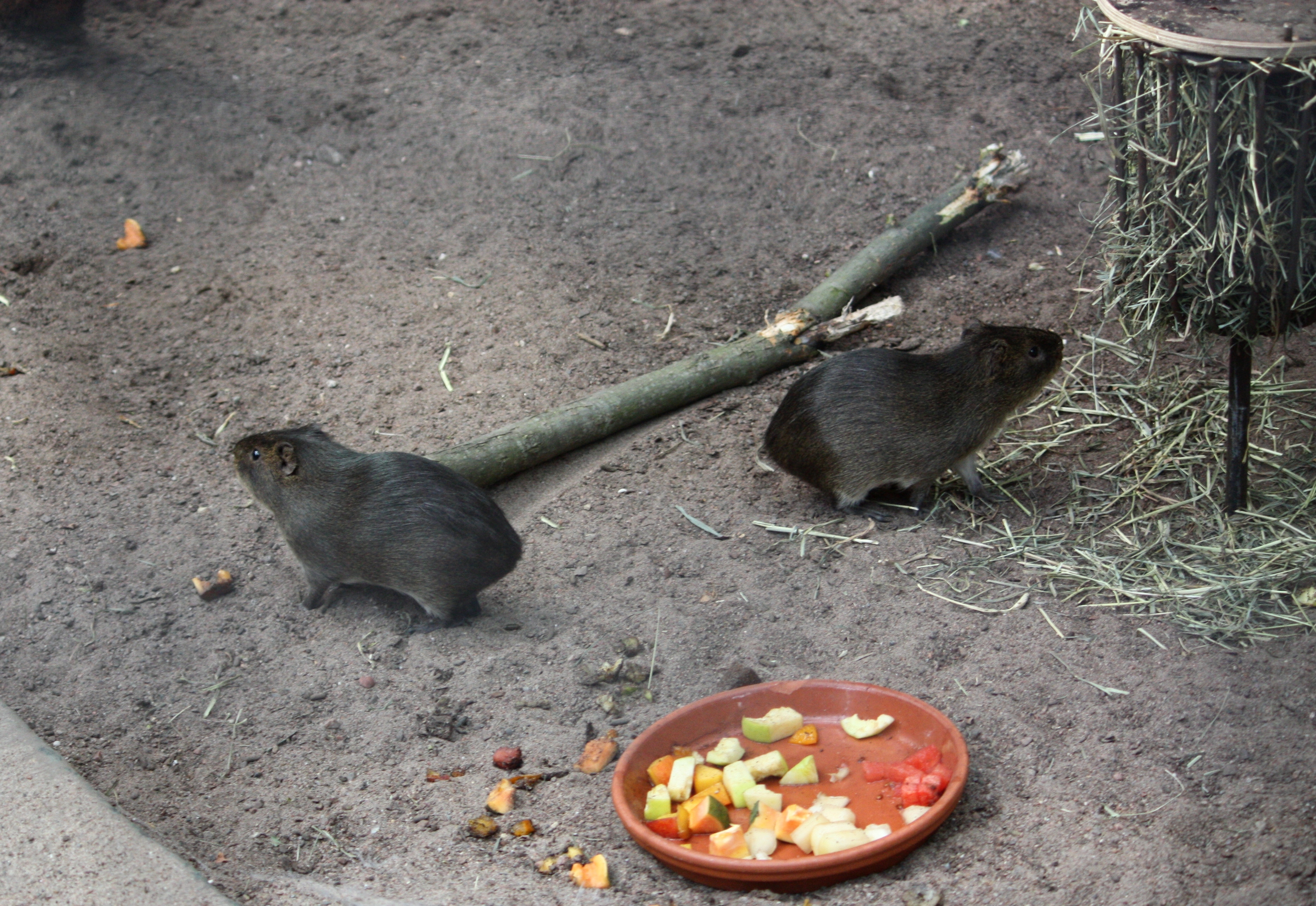
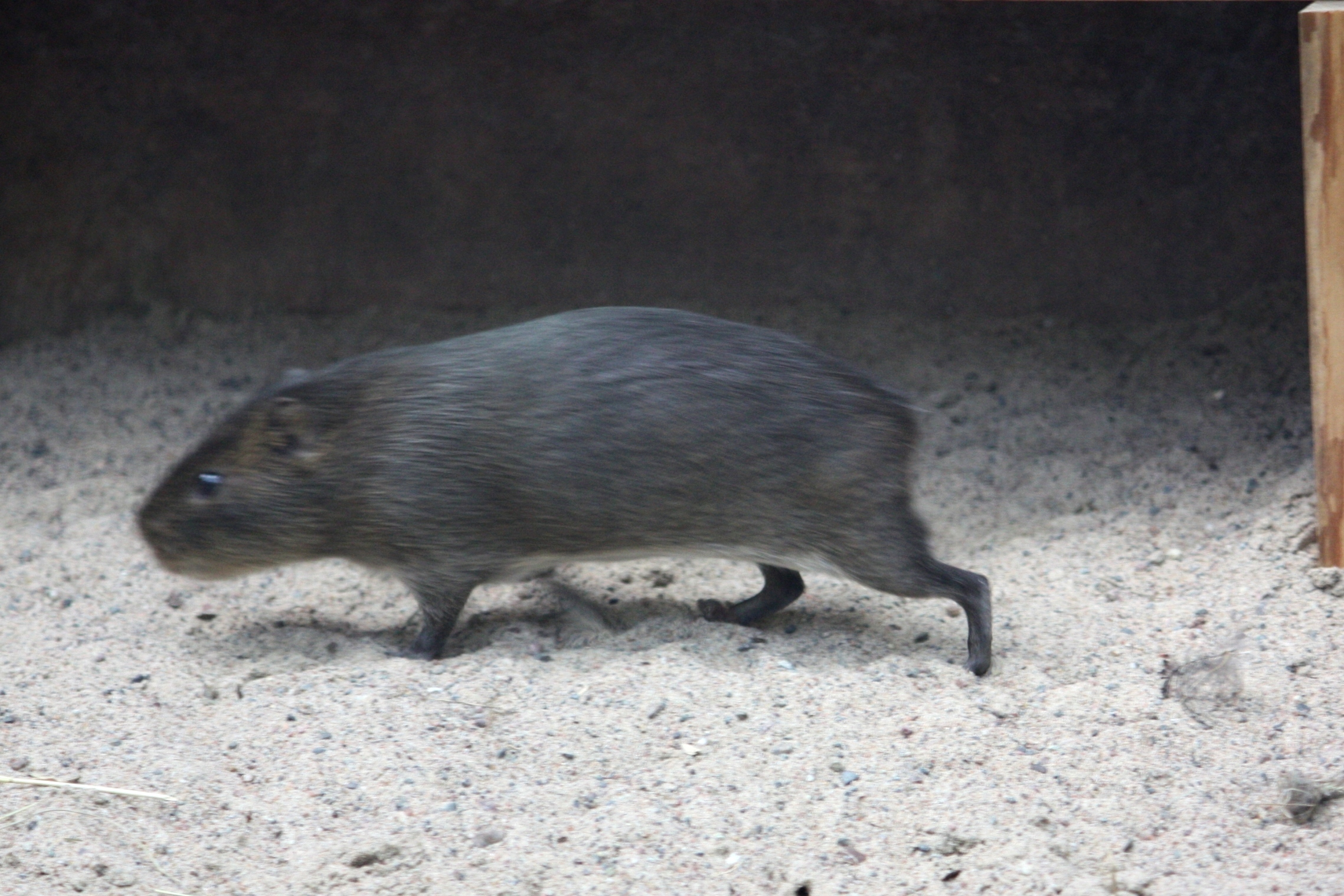
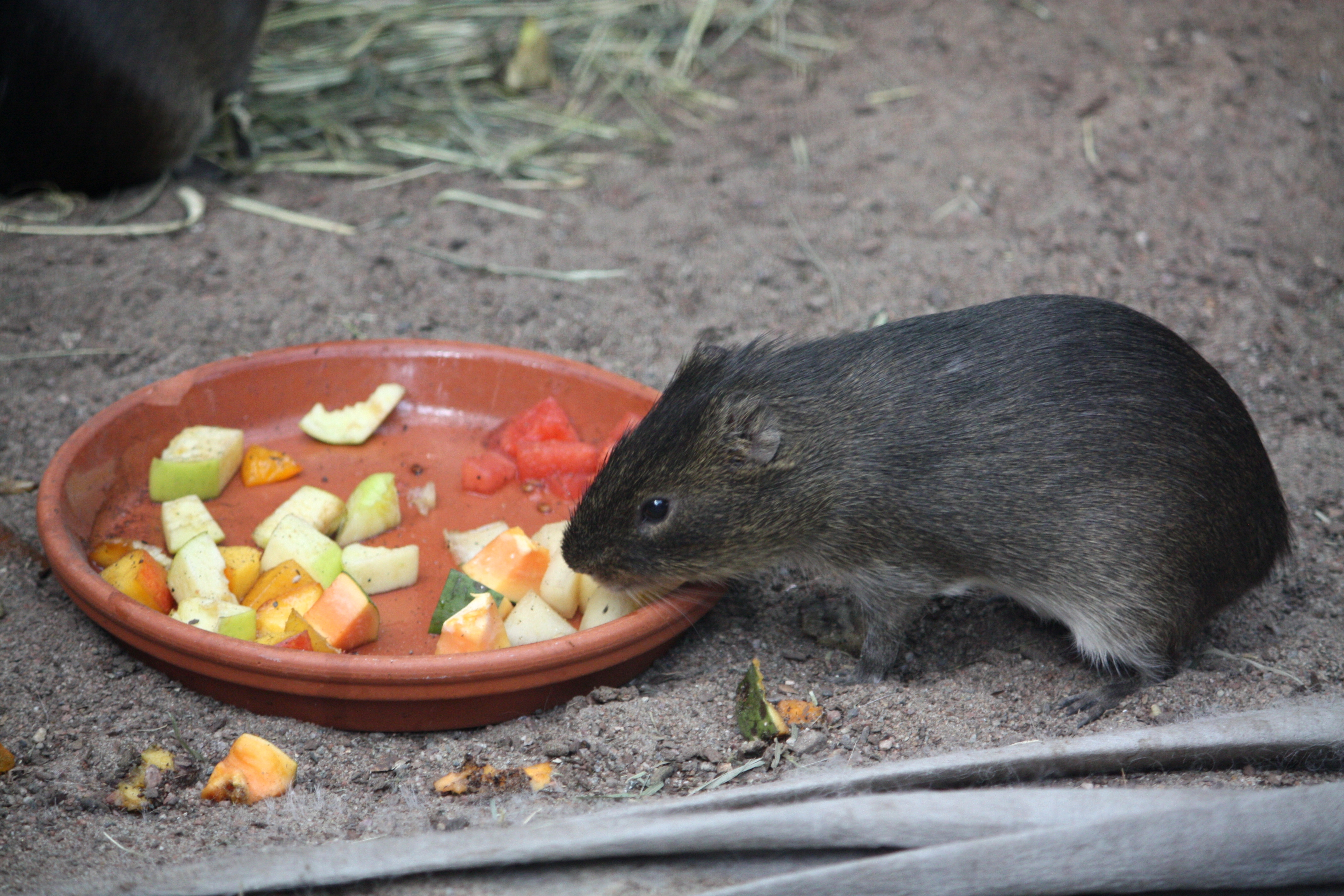
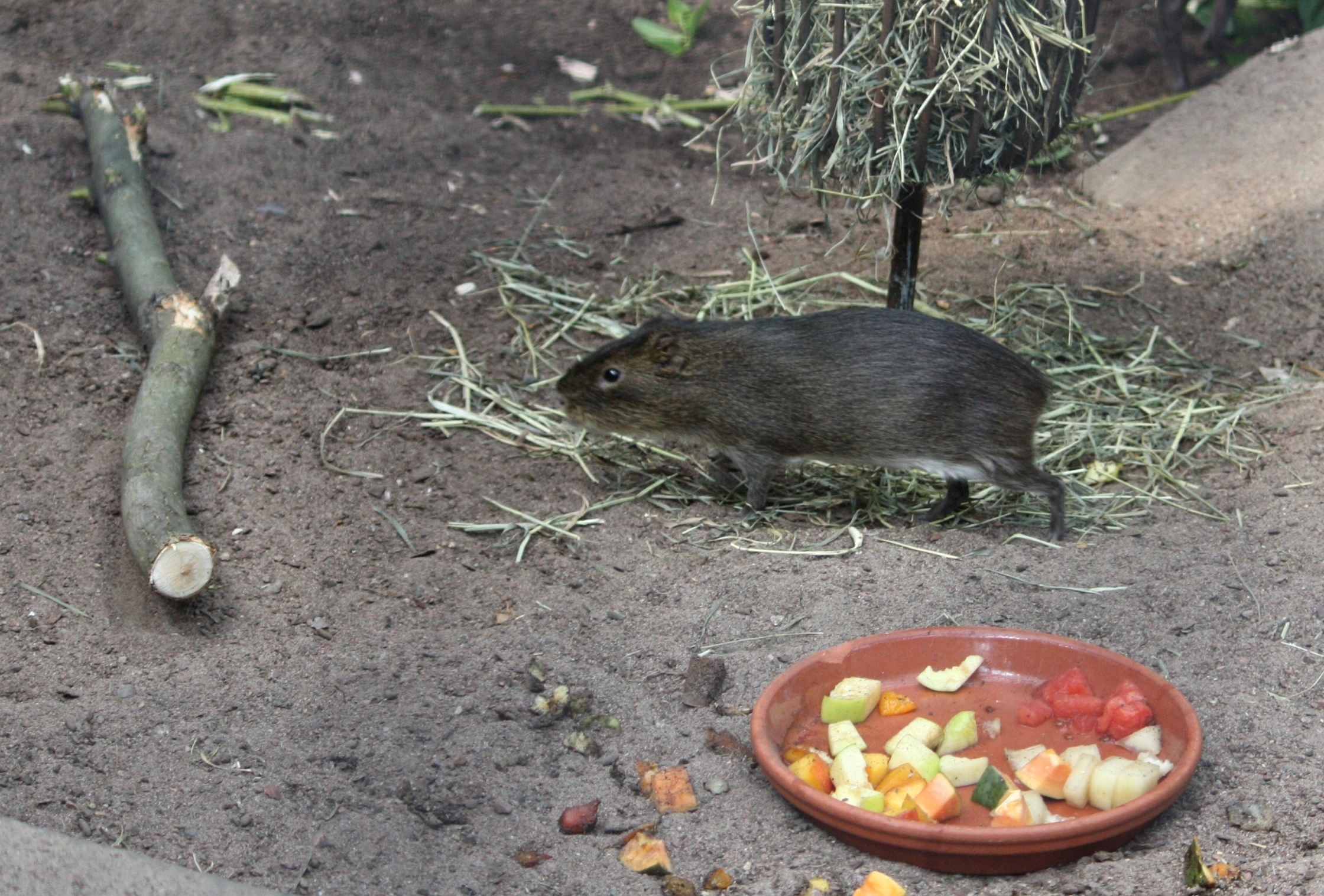